# جوزيف ويليام مكاي
جوزيف ويليام مكاي هو مستكشف كندي، ولد في 31 يناير 1829 في Waskaganish (Cree village municipality) ‏ في كندا، وتوفي في 17 ديسمبر 1900 في فيكتوريا في كندا.